# Caranx vinctus
Caranx vinctus är en fiskart som beskrevs av Jordan och Gilbert 1882. Caranx vinctus ingår i släktet Caranx och familjen taggmakrillfiskar. IUCN kategoriserar arten globalt som livskraftig. Inga underarter finns listade.